# Aaron Peirsol
Aaron Wells Peirsol (* 23. července 1983, Irvine, Kalifornie) je bývalý americký plavec, pětinásobný olympijský vítěz a několikanásobný mistr světa a světový rekordman. Je činný také v charitativních a ekologických aktivitách (Global Water Foundation, Oceana a další).

## Sportovní kariéra
Specializoval se zejména na závody stylem znak, v nichž se stal v posledním desetiletí nejvýraznější postavou. Jako patnáctiletý se stal nejmladším plavcem historie, který plaval 200 metrů znak pod 2 minuty. Na olympijských hrách 2000, tedy o rok později, jej porazil na této trati jen jeho týmový kolega Lenny Krayzelburg. V následujícím roce na mistrovství světa v roce 2001 vybojoval svou první velkou zlatou medaili ve světové konkurenci. Do roku 2009 získal na mistrovství světa celkem deset titulů (sedm v individuálních závodech, tři s americkou polohovou štafetou). 

Na olympiádě v Aténách v roce 2004 vyhrál obě znakařské tratě a zvítězil i se štafetou, o čtyři roky později v Pekingu se mu obhajoba nezdařila jen na dvousetmetrové trati, kde podlehl nové hvězdě Ryanu Lochtemu. Posledním jeho šampionátem bylo Panpacifické mistrovství v roce 2010, kde po zisku další dvou titulů oznámil konec kariéry. Přiznal, že tento krok zvažoval opakovaně od olympijských her 2008 a jeho důvodem byl nedostatek motivace poté, co dosáhl na všechny nejvyšší plavecké mety. Dále se soustředí na studium na politických věd na Texaské univerzitě v Austinu.

## Mimořádné úspěchy a ocenění
- americký plavec roku 2005
- světový rekordman na 100 m znak, 200 m znak a člen rekordní americké štafety na 4 × 100 m polohový závod